# Sainte-Foy-la-Longue
 Sainte-Foy-la-Longue  es una población y comuna francesa, situada en la región de Aquitania, departamento de Gironda, en el distrito de Langon y cantón de Saint-Macaire.

## Demografía
| 163 | 148 | 139 | 134 | 151 | 115 |
| Para los censos de 1962 a 1999 la población legal corresponde a la población sin duplicidades (Fuente: INSEE [Consultar]) |     |     |     |     |     |